# Natalia Beristáin
Natalia Beristáin Egurrola (Ciudad de México, 1981) es una directora de cine mexicana egresada del Centro de Capacitación Cinematográfica (CCC) en la especialidad de realización.

## Trayectoria
Estudió fotografía fija y dirección teatral antes de ingresar al CCC, participó como directora de elenco, productora ejecutiva y asistente de dirección en diversos proyectos. En el 2009, fundó la compañía productora Chamaca Films. Fue galardonada con el premio al mejor cortometraje en el Festival Internacional de Cine de Morelia por Peces Plátano (2006), cortometraje que también participó en la selección oficial de la crítica en el Festival de Cannes; en 2009 fundó la productora Chamaca Films, mientras que en el 2012, recibió el premio a Mejor Largometraje Mexicano en el Festival Internacional de Cine de Morelia (FICM), por su ópera prima No quiero dormir sola (2012). Otra de sus películas reconocidas es Los adioses (2017), nominada a mejor dirección para los Premios Ariel de 2018. Su trabajo para televisión incluye algunos capítulos de la serie Luis Miguel: La serie (2019) y la codirección con Hiromi Kamata de la producción de Netflix Historia de un crimen: Colosio (2019).

El trabajo como directora ha implicado un debate sobre la mirada generalizada que se tiene al respecto:  

Hay un estigma en cuanto a la mirada femenina. Nos quieren englobar a las cineastas como un todo, dicen ‘son mujeres y filman todas igual’. No hay una observación aguda para detenerse a analizar las diferencias en el trabajo de unas y otras, y es un desperdicio. 

Sobre la importancia de contar historias de protagonistas mujeres desde una perspectiva femenina, Natalia afirma: 
...sí se ha vuelto un acto político, soy consciente de decidir que los personajes femeninos son el eje central en los proyectos que quiero hacer. Me importa poner narrativas de personajes femeninos desde mi visión, que por ser mujer o por haber aprendido a ser mujer, es la que tengo y con la que trabajo.

## Filmografía
| Año  | Título                | Créditos  | Créditos   | Créditos  | Notas     |
| Año  | Título                | Directora | Productora | Guionista | Notas     |
| ---- | --------------------- | --------- | ---------- | --------- | --------- |
| 2022 | Ruido                 | Sí        | No         | Sí        |           |
| 2020 | Homemade: Spaces      | Sí        | No         | No        | Antología |
| 2019 | Nosotras              | Sí        | No         | No        | Corto     |
| 2017 | Los adioses           | Sí        | No         | No        |           |
| 2016 | La habitación         | Sí        | No         | No        |           |
| 2012 | No quiero dormir sola | Sí        | No         | Sí        |           |
| 2009 | Pentimento            | Sí        | No         | No        | Corto     |
| 2006 | Peces plátano         | Sí        | No         | Sí        | Corto     |

| Año       | Título                         | Capítulos | Créditos  | Créditos   | Créditos  | Notas       |
| Año       | Título                         | Capítulos | Directora | Productora | Guionista | Notas       |
| --------- | ------------------------------ | --------- | --------- | ---------- | --------- | ----------- |
| 2024      | Familia de medianoche          | 3         | Sí        | Sí         | No        | Serie de TV |
| 2021-2023 | The mosquito coast             | 3         | Sí        | No         | No        | Serie de TV |
| 2020-2022 | El presidente                  | 2         | Sí        | No         | No        | MIniserie   |
| 2019-2021 | Monarca                        | 3         | Sí        | No         | No        | Serie de TV |
| 2019      | Historia de un crimen: Colosio | 4         | Sí        | No         | No        | Miniserie   |
| 2018-2021 | Luis Miguel: La serie          | 3         | Sí        | No         | No        | Serie de TV |
| 2018      | El secreto de Selena           | 7         | Sí        | No         | No        | Miniserie   |
| 2015      | Réquiem por Leona Vicario      |           | Sí        | No         | No        | Miniserie   |

## Premios
| Año  | Premio                                          | Categoría                                  | Título                | Resultado |
| ---- | ----------------------------------------------- | ------------------------------------------ | --------------------- | --------- |
| 2023 | Ariel                                           | Mejor dirección                            | Ruido                 | Nominada  |
| 2023 | Imagen Foundation Awards                        | Mejor dirección                            | Ruido                 | Nominada  |
| 2022 | Festival Internacional de cine de Morelia       | Mejor largometraje                         | Ruido                 | Nominada  |
| 2022 | Festival Internacional de Cine de San Sebastián | Premio Horizontes                          | Ruido                 | Nominada  |
| 2022 | Festival Internacional de Cine de San Sebastián | Premio Cooperación Española                | Ruido                 | Ganadora  |
| 2022 | Chicago International Film Festival             | Mejor largometraje                         | Ruido                 | Nominada  |
| 2021 | Imagen Foundation Film Awards                   | Mejor director de televisión               | The mosquito coast    | Nominada  |
| 2019 | Premio PRODU                                    | Director de serie, superserie o telenovela | El secreto de Selena  | Nominada  |
| 2019 | Diosas de plata                                 | Mejor película                             | Los adioses           | Nominada  |
| 2019 | Diosas de plata                                 | Mejor dirección                            | Los adioses           | Nominada  |
| 2018 | Oslo Films from the South Festival              | New Voices Award                           | Los adioses           | Nominada  |
| 2018 | Ariel                                           | Mejor dirección                            | Los adioses           | Nominada  |
| 2018 | Festival de cine de Málaga                      | Mejor película iberoamericana              | Los adioses           | Nominada  |
| 2018 | Festival del Nuevo Cine Mexicano de Durango     | Premio del público                         | Los adioses           | Ganadora  |
| 2017 | Festival Internacional de Cine de Morelia       | Premio del público al mejor largometraje   | Los adioses           | Ganadora  |
| 2014 | Festival Internacional de Cine de Morelia       | Premio del público al mejor largometraje   | No quiero dormir sola | Ganadora  |
| 2014 | Diosas de plata                                 | Mejor ópera prima                          | No quiero dormir sola | Nominada  |
| 2014 | Ariel                                           | Mejor guion cinematográfico original       | No quiero dormir sola | Nominada  |
| 2014 | Ariel                                           | Mejor ópera prima                          | No quiero dormir sola | Nominada  |
| 2013 | International Film Festival Róterdam            | Yellow ribon                               | No quiero dormir sola | Ganadora  |
| 2007 | Festival Internacional de Cine de Morelia       | Mejor cortometraje mexicano                | Peces plátano         | Ganadora  |

## Familia
Es hija de la actriz Julieta Egurrola y del actor Arturo Beristáin.